# Uniwersał
Uniwersał (stpol. oniwersał) – list władz lub akt prawny odczytywany publicznie, dotyczący ważnych wydarzeń, spraw gospodarczych, wojskowych, wyznaniowych, również akt zwołujący szlachtę na sejm lub pospolite ruszenie.